# Bernhard Klefeker

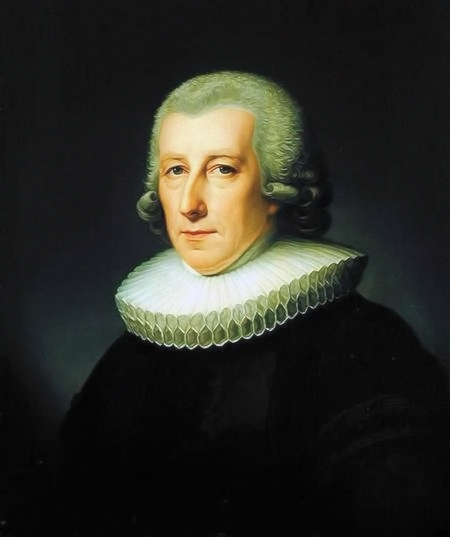
Bernhard Klefeker im Hamburger Ornat; Porträt von Friedrich Carl Gröger

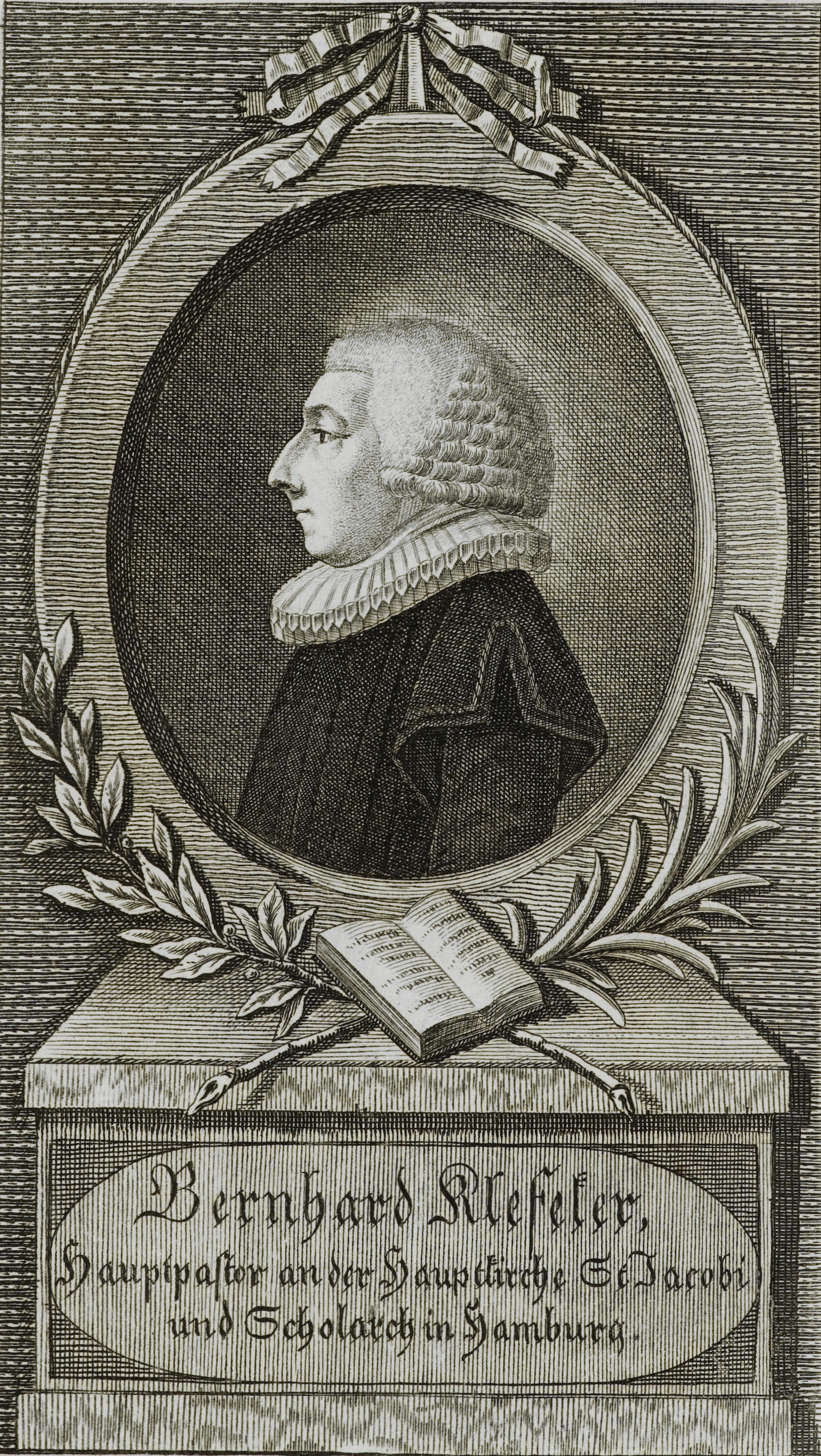

Johann Bernhard Klefeker (* 12. Januar 1760 in Hamburg; † 10. Juni 1825 in Leipzig) war ein deutscher lutherischer Geistlicher, Hauptpastor an St. Jacobi in Hamburg und theologischer Schriftsteller.

## Leben
Klefeker stammte aus einer wohlhabenden Hamburger Kaufmannsfamilie; sein Vater war Kämmereischreiber. Er besuchte zunächst das Johanneum und das akademische Gymnasium in Hamburg. 1779–82 studierte er an der Universität Leipzig Philosophie und Evangelische Theologie. 1782 bestand er das Theologische Examen in Hamburg und wurde damit Candidatus ministerii. 1785 fand er eine Anstellung als Katechet am Spinnhaus in Hamburg. 1791 ging er als Prediger an die Katharinenkirche nach Osnabrück. 1795 kehrt er nach Hamburg zurück und wurde zunächst Diakonus (2. Pastor) und 1802 Hauptpastor an St. Jakobi; als Scholarch leitete er zugleich das Hamburger Schulsystem.
1817 erhielt er aus Anlass des Reformationsjubiläums die theologische Ehrendoktorwürde der Universität Jena.
Er starb auf dem Weg zu einer Kur in Karlsbad in Leipzig und wurde hier auch beigesetzt.

## Werk
Klefeker war in Hamburg als Prediger und Seelsorger durch seine Humanität, Liberalität und amtliche Gravität hoch angesehen. Er gilt als Vernunfttheologe, als Vertreter der Aufklärungstheologie und des Rationalismus. Seine Schriften verfasste er fast alle auf dem Gebiet der praktischen Theologie, der populären Schriftauslegung und besonders der Homiletik.

## Werke
- Predigten und religiöse Vorträge. 1794 und 1806, 2 Bände
- Gethsemane, für Freunde einer vernünftigen religiösen Unterhaltung. 1797, 1815
- Homiletisches Ideen-Magazin in 8 Bänden, 1809–19
- Materialien zu Kanzel- und Altarvorträgen
- Praktische Vorlesungen über das Neue Testament. 1811–12
- Predigten bei besonderen Veranlassungen und mit Rücksicht auf andere Zeitverhältnisse gehalten. 1816
- Des christlichen Predigers Beruf und Befugniß. 1818
- Die lichtvolle Behandlung der Religionswahrheiten. 1822